# Olacaceae
Olacaceae is een botanische naam, voor een familie van tweezaadlobbige planten. Een familie onder deze naam wordt algemeen erkend door systemen voor plantentaxonomie, en ook door het APG-systeem (1998) en het APG II-systeem (2003).
De omschrijving van de familie staat ter discussie: de APWebsite en de "Parasitic Plant Connection" -website [9 feb 2008] gaan ervan uit dat de familie gesplitst gaat worden.
Het gaat om een niet al te grote familie van houtige planten. Veel soorten zijn wortelparasieten, te weten halfparasieten.